# Stepan Kubiw
Stepan Iwanowycz Kubiw, ukr. Степан Іванович Кубів (ur. 19 marca 1962 w Mszańcu w obwodzie tarnopolskim) – ukraiński ekonomista, nauczyciel akademicki i polityk, prezes Kredobanku (2000–2008), prezes Narodowego Banku Ukrainy (2014), od 2016 do 2019 wicepremier i minister.

## Życiorys
W 1984 ukończył studia na wydziale matematycznym Uniwersytetu Lwowskiego. W 2002 został absolwentem wydziału ekonomii i zarządzania Politechniki Lwowskiej. W 2006 uzyskał stopień kandydata nauk ekonomicznych.
Pracował jako asystent na macierzystej uczelni, następnie w lwowskim Komsomole i organizacji studenckiej. Od 1994 związany z sektorem bankowym jako pracownik jednego z banków komercyjnych w którym doszedł do stanowiska wiceprezesa zarządu. Od 2000 do 2008 pełnił funkcję prezesa zarządu Kredobanku. Został także docentem na Politechnice Lwowskiej. W latach 2006–2010 był radnym rady obwodu lwowskiego. W 2010 dołączył do Frontu Zmian, stając na czele jego regionalnych struktur. W 2012 z ramienia skupiającej środowiska opozycyjne Batkiwszczyny został wybrany do Rady Najwyższej VII kadencji.
24 lutego 2014 objął obowiązki prezesa Narodowego Banku Ukrainy, pełnił tę funkcję przez niespełna cztery miesiące do 19 czerwca 2014. W tym samym roku dołączył do Bloku Petra Poroszenki, uzyskując następnie mandat posła VIII kadencji.
14 kwietnia 2016 został powołany na wicepremiera oraz ministra rozwoju gospodarczego i handlu w rządzie Wołodymyra Hrojsmana. W 2019 ponownie wybrany do ukraińskiego parlamentu. 29 sierpnia tegoż roku zakończył pełnienie funkcji rządowych.

## Odznaczenia
- Order „Za zasługi” III klasy (2005)[2]
- Złoty Krzyż Zasługi (2006)[7]